# Número plástico
Número plástico {\displaystyle \psi } é uma constante matemática. É a solução real inequívoca da equação cúbica
{\displaystyle x^{3}-x-1=0\,.}
Obtém-se
{\displaystyle \psi ={\frac {{\sqrt[{3}]{108+12{\sqrt {69}}}}+{\sqrt[{3}]{108-12{\sqrt {69}}}}}{6}}\,.}
Na forma decimal resulta 1,324 717 957 244 746 025 960 908 854 ... (sequência A060006 na OEIS).
A definição do número plástico remete ao arquiteto neerlandês Hans van der Laan.

## Propriedades
As duas soluções conjugadas complexas de 
{\displaystyle x^{3}-x-1=0}
são
{\displaystyle \left(-{\tfrac {1}{2}}\pm {\tfrac {\sqrt {3}}{2}}i\right){\sqrt[{3}]{{\tfrac {1}{2}}+{\tfrac {1}{6}}{\sqrt {\tfrac {23}{3}}}}}+\left(-{\tfrac {1}{2}}\mp {\tfrac {\sqrt {3}}{2}}i\right){\sqrt[{3}]{{\tfrac {1}{2}}-{\tfrac {1}{6}}{\sqrt {\tfrac {23}{3}}}}}\approx -0{,}6626\pm 0{,}5623i}
e podem ser expressas em função do número plástico {\displaystyle \psi } como
{\displaystyle -{\frac {\psi }{2}}\pm i{\sqrt {\frac {3-\psi }{4\psi }}}} .
Como o produto das três soluções da equação cúbica é 1, a função modular da solução complexa é {\displaystyle \psi ^{-1/2}\approx 0{,}86883696183}  (sequência A191909 na OEIS).
O número plástico é o limite do quociente de membros sucessivos da sequência de Padovan
{\displaystyle \psi =\lim _{n\to \infty }{\frac {P_{n}}{P_{n-1}}}}